# Quarta ripresa
Quarta ripresa (The Miracle Kid) è un film del 1941 diretto da William Beaudine.

## Trama
All'insaputa dei suoi due principali clienti, marito e moglie che sono in concorrenza con le loro rispettive palestre, un agente pubblicitario lavora per entrambi. Le cose si complicano quando una sua trovata pubblicitaria che piace ad entrambi renderà la loro rivalità ancora più accesa.